# Xestorrhytias
Xestorrhytias perrini
Genre
Espèce
Xestorrhytias est un genre fossile de mastodonsauroïdes temnospondyles de la famille des Mastodonsauridae. Ces animaux préhistoriques étaient des amphibiens carnivores. Ce genre n'est représenté que par l'espèce Xestorrhytias perrini.
Pour Paleobiology Database, ce genre Xestorrhytias n'est qu'un synonyme subjectif de †Mastodonsaurus Jaeger, 1828 et l'espèce Xestorrhytias perrini un nomen vanum de †Mastodonsauridae Lydekker 1885.

## Systématique
Le genre Xestorrhytias et l'espèce Xestorrhytias perrini ont été décrits par le paléontologue allemand Hermann von Meyer (1801-1869).
Pour Paleobiology Database, ce taxon n'est qu'un synonyme subjectif de †Mastodonsaurus Jaeger, 1828,.